# General Pedro Ochoa
General Pedro Ochoa är en ort i Mexiko.   Den ligger i kommunen Río Bravo och delstaten Tamaulipas, i den östra delen av landet, 700 km norr om huvudstaden Mexico City. General Pedro Ochoa ligger 37 meter över havet och antalet invånare är 171.
Terrängen runt General Pedro Ochoa är mycket platt, och sluttar österut. Runt General Pedro Ochoa är det ganska tätbefolkat, med 62 invånare per kvadratkilometer. Närmaste större samhälle är Cándido Aguilar, 16,5 km sydost om General Pedro Ochoa. Trakten runt General Pedro Ochoa består till största delen av jordbruksmark.